# Takeshi Yamanaka
Takeshi Yamanaka (jap. 山中 武司, Yamanaka Takeshi; * 30. Januar 1971 in Tomakomai, Hokkaidō) ist ein ehemaliger japanischer Eishockeyspieler und jetziger -trainer. Er ist mit der ehemaligen Eisschnellläuferin Hiromi Yamamoto verheiratet.

## Karriere
Takeshi Yamanaka verbrachte seine gesamte Karriere als Eishockeyspieler bei den Ōji Eagles, für die er von 1989 bis 2002 in der Japan Ice Hockey League aktiv war. Mit seiner Mannschaft gewann er in den Jahren 1990, 1991 und 1994 jeweils den japanischen Meistertitel. Nach dem Ende seiner aktiven Karriere trat er dem Trainerstab der Ōji Eagles bei und war von 2007 bis 2010 zunächst Assistenztrainer der Mannschaft, mit der er in dieser Funktion 2008 den Meistertitel der Asia League Ice Hockey gewann. Zwischen 2010 und 2014 war er Cheftrainer bei den Eagles und konnte 2012 erneut den Meistertitel der ALIH mit den Eagles gewinnen.
Seit 2014 gehört er dem Trainerstab der japanischen Fraueneishockeymannschaft an und nahm als Cheftrainer unter anderem an den Olympischen Winterspielen 2018 teil.

### International
Für Japan nahm Yamanaka an den Olympischen Winterspielen 1998 in Nagano teil.

## Erfolge und Auszeichnungen
- 1990 Japanischer Meister mit den Ōji Eagles
- 1991 Japanischer Meister mit den Ōji Eagles
- 1994 Japanischer Meister mit den Ōji Eagles
- 2008 Meister der Asia League Ice Hockey mit den Ōji Eagles (als Assistenztrainer)
- 2012 Meister der Asia League Ice Hockey mit den Ōji Eagles (als Cheftrainer)